# Hypnosis
Hypnosis, auch Hipnosis, war eine Italo-Disco-Band der 1980er Jahre. Ihr größter Hit hieß Pulstar und erschien 1983.

## Bandgeschichte
Stefano Cundari von Koto gründete Hypnosis zu Beginn der 1980er Jahre in Parma. Weitere Mitglieder waren Paul Sears und Ugo Solenghi. 1982 stieß Angelo Bergamini von Kirlian Camera zur Gruppe. Cundari hatte die Idee, den Vangelis-Hit Pulstar zu covern. Die Aufnahmen wurden durch Anfrando Maiola, Cundaris Partner bei Koto, unterstützt. Der bei Memory Records verlegte Titel schaffte es in Österreich und der Schweiz in die Top 20, in Deutschland sogar in die Top 10. Mit Oxygene, das Platz 39 der deutschen Charts erreichte, und Astrodance kamen bis 1984 zwei weitere Singles in die Läden.
In der Folgezeit verließen alle ursprünglichen Mitglieder Cundaris Projekt. Der Bandgründer veröffentlichte 1987 den Track Droid unter dem Namen Hypnosis, konnte aber nicht an die alten Erfolge anknüpfen. Am 29. Dezember 1993 starb der Italiener an den Folgen einer Krebserkrankung.
In den 1990er Jahren kam es zu weiteren Hypnosis-Veröffentlichungen. 1991 erschien die Anthologie Hypnosis mit bekannten Titeln auf CD. Ein Jahr später benutzte Humphrey Robertson den Bandnamen für eine Single und ein Album, die beide bei ZYX verlegt wurden, und erweckte so den Anschein, dass das alte Projekt Hypnosis mit neuen Musikern weitergeführt wird. Nach einer weiteren Maxi war 1994 aber auch für diese Bandkopie Schluss.

## Diskografie

### Alben
- 1984: Hipnosis
- 1991: Hypnosis (Kompilation)

### Singles und EPs
- 1983: Pulstar / End Title (Blade Runner)
- 1983: Oxygene
- 1984: Astrodance / Argonauts
- 1987: Droid
- 1988: Pulstar / Oxygene
- 2001: Club Classics 04
- 2009: Pulstar 2009
- 2009: Droid 2009